# Gemberkoek
Gemberkoek is een typisch Nederlandse ontbijtkoek-variant.
Gemberkoek wordt vaak gegeten bij het ontbijt of als tussendoortje. De koek dankt zijn naam aan het feit dat als smaakmaker de wortelstok van de gemberplant wordt gebruikt.
Al in het oude China werd gember verwerkt in verschillende koekrecepten. Ook tegenwoordig wordt gember in veel landen verwerkt in koekjes en gebak. De verschillen met de traditionele Hollandse gemberkoek zijn meestal erg groot.
De Joodse keuken kent gemberkoek als een boterkoek waar stemgember over verdeeld wordt.